# Papilio blumei
|  | Dieser Artikel wurde aufgrund von formalen oder inhaltlichen Mängeln in der Qualitätssicherung Biologie zur Verbesserung eingetragen. Dies geschieht, um die Qualität der Biologie-Artikel auf ein akzeptables Niveau zu bringen. Bitte hilf mit, diesen Artikel zu verbessern! Artikel, die nicht signifikant verbessert werden, können gegebenenfalls gelöscht werden. Lies dazu auch die näheren Informationen in den Mindestanforderungen an Biologie-Artikel. |

Papilio blumei ist ein Schmetterling (Tagfalter) aus der Familie der Ritterfalter (Papilionidae), der auf der indonesischen Insel Sulawesi endemisch ist. Er wird manchmal mit dem weiter verbreiteten P. palinurus verwechselt, aber dieser ist kleiner und hat meist schwarze Schwänze, während bei P. blumei die obere Oberfläche der Schwänze meist bläulich grün ist.
Die Flügelspannweite von P. blumei beträgt 120–140 mm.
Die Farben auf den Flügeln einiger dieser Schmetterlinge sind metallisch und fallen besonders aus einem bestimmten Blickwinkel auf. Dieser Effekt wird durch Reihen von sehr kleinen konkaven Oberflächen hervorgerufen, die Licht in vielerlei Hinsicht reflektieren. Zum Beispiel reflektiert die Mitte der konkaven Oberflächen, wo das Licht direkt zurückgeworfen wird, ein gelb-grünes Licht und die Ränder ein blaues Licht. Hier springt es in die Bildung vieler Schichten ab, die die Lichtwellen verstärken und drehen.
Die endgültige Mischung wird aufgrund der komplexen Erzeugung als Strukturfarbe bezeichnet.

## Technologische Inspiration
Forscher haben etwa zehn Jahre gebraucht, um die Oberfläche des Schmetterlingsflügels vereinfacht nachzubilden. Sie hoffen, dass eine solche Technologie dazu führen wird, dass Banknoten und Kreditkarten schwer zu fälschen sind und dass Solarzellen effizienter Energie aus Sonnenlicht gewinnen.
Dennoch ist es eine Herausforderung, die Oberfläche eines Schmetterlingsflügels zu duplizieren. Ullrich Steiner vom Nanoscience Centre der University of Cambridge erklärt: „Trotz des detaillierten wissenschaftlichen Verständnisses der Optik übertrifft die erstaunlich unterschiedliche Farbpalette in der Natur oft die optischen Effekte, die mit technologischen Mitteln erzeugt werden können.“

## Unterarten
Es gibt zwei anerkannte Unterarten:
- Papilio blumei blumei (nördliches Sulawesi)
- Papilio blumei fruhstorferi Röber, 1897 (südliches Sulawesi)

## Schutz
P. blumei ist geschützt im Nationalpark Bantimurung-Bulusaraung.